# Clux-Villeneuve
Clux-Villeneuve is een gemeente in het Franse departement Saône-et-Loire in de regio Bourgogne-Franche-Comté. De gemeente telt 339 inwoners (2012) en maakt deel uit van het arrondissement Chalon-sur-Saône.

## Geschiedenis
De gemeente Clux-Villeneuve ontstond op 1 januari 2015 door de fusie van de toenmalige gemeenten Clux en La Villeneuve. De nieuwe gemeente werd net als de fusiegemeenten ingedeeld bij het kanton Verdun-sur-le-Doubs. Op 22 maart 2015 werd dit kanton echter opgeheven en werden alle gemeenten opgenomen in het op die dag gevormde kanton Gergy.

## Geografie
De oppervlakte van Clux-Villeneuve bedraagt 15,36 km², de bevolkingsdichtheid is 22,0 inwoners per km².
De onderstaande kaart toont de ligging van Clux-Villeneuve met de belangrijkste infrastructuur en aangrenzende gemeenten.